# Distretto di Nwoya
Il distretto di Nwoya è un distretto dell'Uganda, situato nella Regione settentrionale.